# Paramphiascella pacifica
Paramphiascella pacifica är en kräftdjursart som beskrevs av Vervoort 1962. Paramphiascella pacifica ingår i släktet Paramphiascella och familjen Diosaccidae. Inga underarter finns listade i Catalogue of Life.